# Graauw

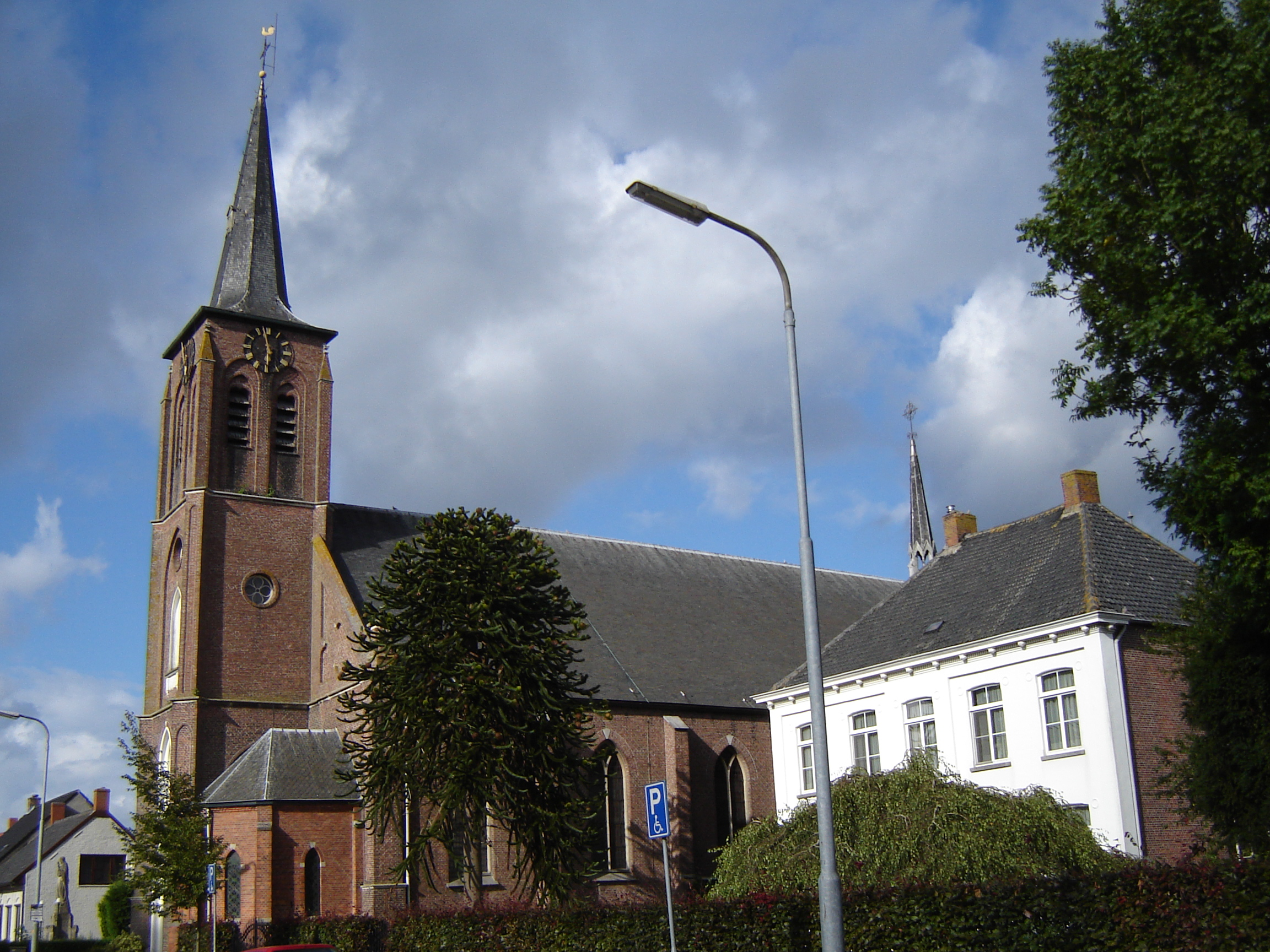
Centrum met Maria Hemelvaartkerk

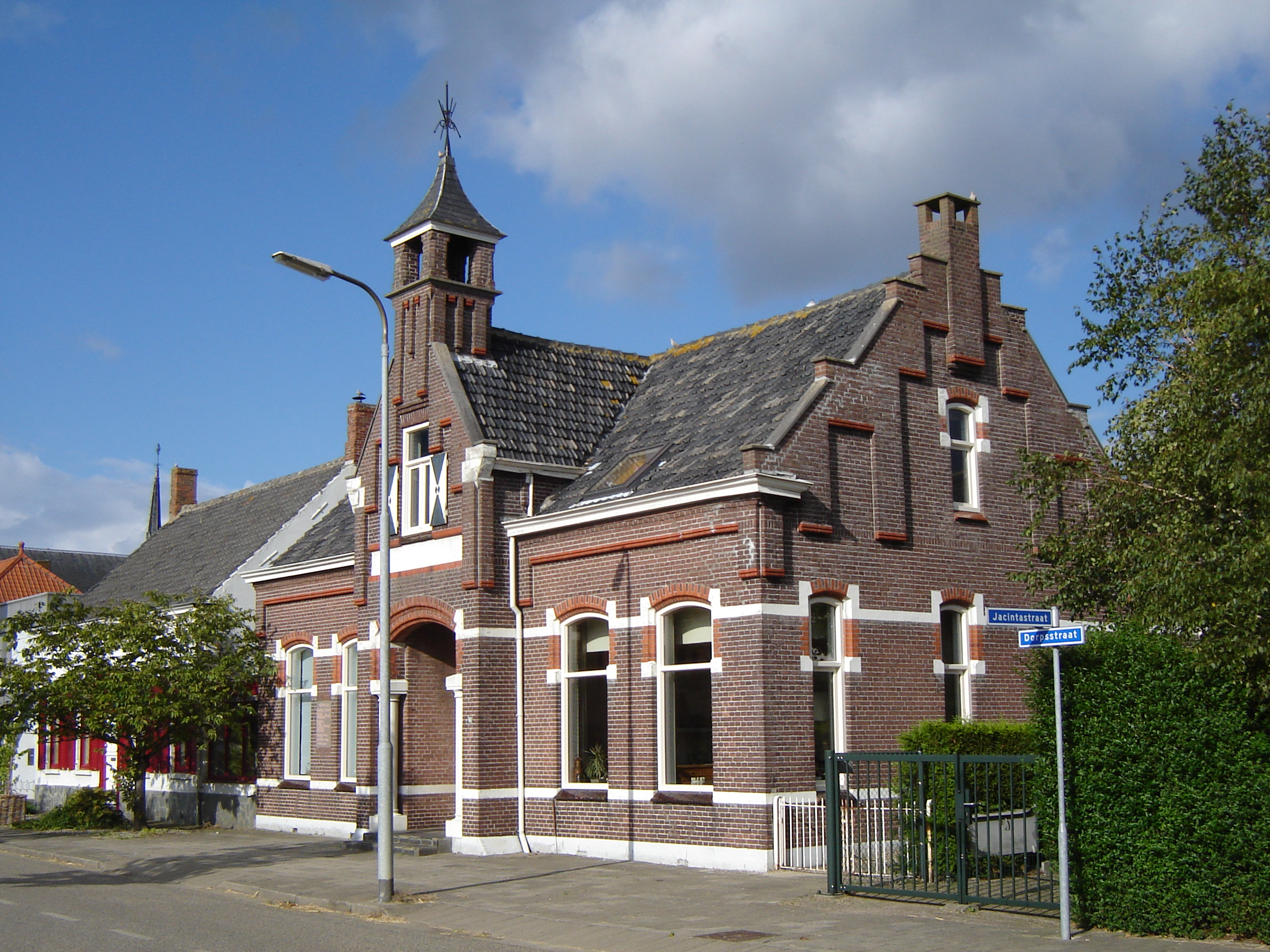
Gemeentehuis

Graauw is een dorp in de gemeente Hulst in de Nederlandse provincie Zeeland, gelegen in Zeeuws-Vlaanderen. Het dorp had 945 inwoners op 1 januari 2023.

## Geschiedenis
Al in de 13e eeuw behoorde de parochie van het vroegere Graauw toe aan de Cisterciënzer Abdij Ter Doest, en later aan de Abdij Ten Duinen. Bij het dorp lag een uithof van deze abdijen. Het gebied overstroomde meermaals en met name ten gevolge van de overstroming van 1585 ging het oude Graauw verloren.
Na herdijking van de Melopolder in 1682 en de Willem-Hendrikspolder in 1687 ontstond het huidige Graauw als een dijkdorp.
In 1804 werd een eenvoudig kerkje met houten toren gebouwd, en in 1822 werd dit kerkje van een bakstenen toren voorzien. De parochie werd opgericht in 1805, onder patronaat van Onze Lieve Vrouw van Bijstand. In 1854 werd de oude kerk afgebroken en een nieuwe gebouwd, met behoud van de toren. Van een parochie was sprake sedert 1830. In 1829 werd een dorpsschool gesticht.
Het dorp bezat lange tijd een haven die via een kreek naar het Verdronken Land van Saeftinghe liep. Nabij Graauw ligt nog de kleine getijhaven Paal; in de 19e eeuw werd van hieruit enige tijd een veerdienst onderhouden met Zuid-Beveland.
Voordat Graauw opging in de gemeente Hulst (1970) vormde het een zelfstandige gemeente met de naam Graauw en Langendam.

## Geboren
- Aug. A. Boudens (1891-1979), onderwijzer, kinderboekenschrijver

## Bezienswaardigheden
- De Maria Hemelvaartskerk, aan Dorpsstraat 50, dateert van 1854 en werd ontworpen door P. Soffers. De toren stamt uit 1822. Voor de kerk staat een Heilig Hartbeeld van Jan Custers.
- Ten zuiden van het dorp, op de grens met Clinge, ligt de Linie van Communicatie ten Oosten van Hulst, waarvan de oudste gedeelten uit 1584 stammen. Hiertoe behoren onder meer Boerenmagazijn, Fort Zandberg en Fort De Rape.

## Natuur en landschap
Graauw wordt omringd door zeekleipolders waarop akkerbouw de belangrijkste activiteit is.
- Ten noordoosten van Graauw bevindt zich het Verdronken land van Saeftinghe, een uitgestrekt schorrengebied.
- De Graauwse Kreek is het belangrijkste kreekrestant nabij Graauw.

## Nabijgelegen kernen
Lamswaarde, Nieuw-Namen, Hulst, Clinge

## Externe link

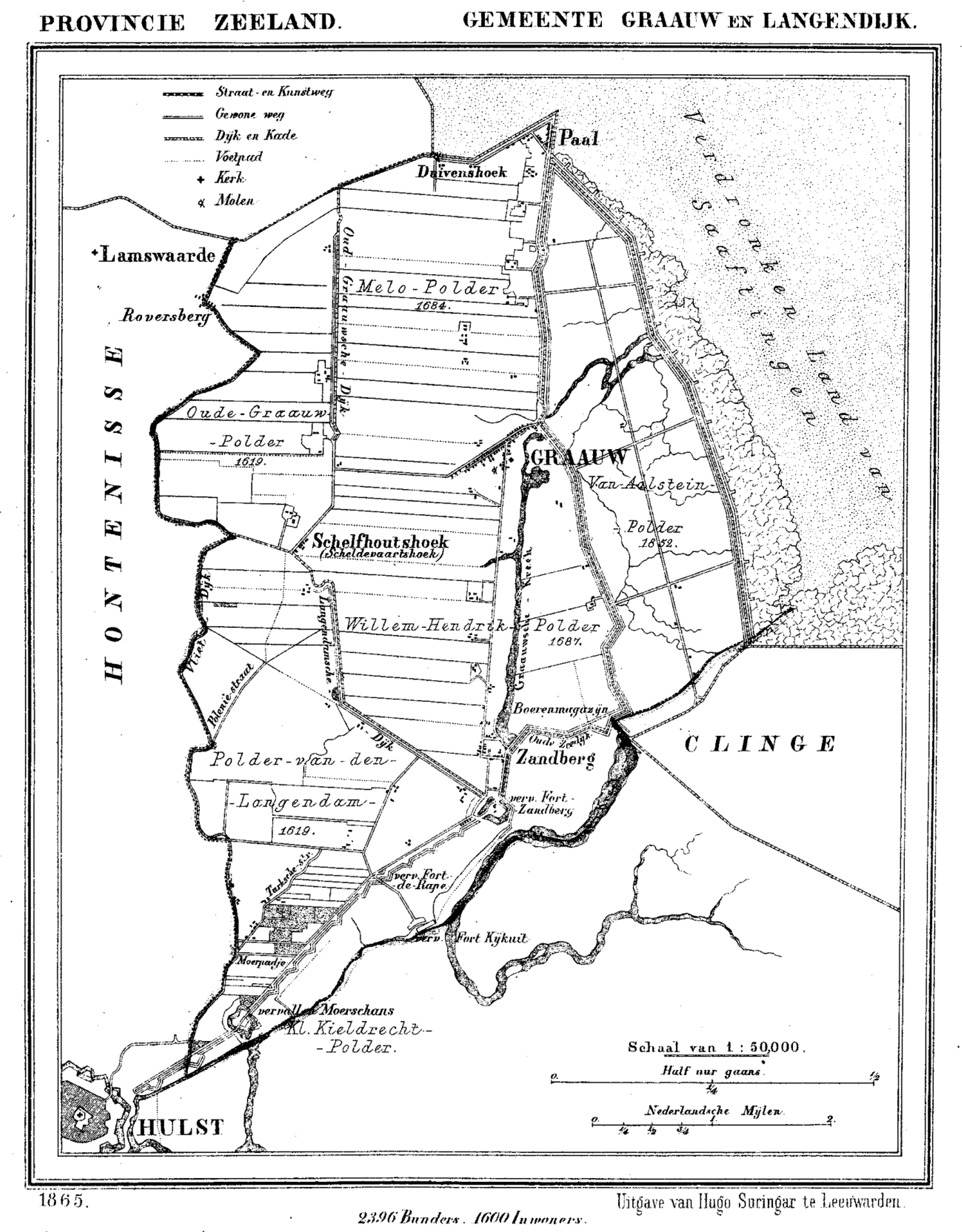
Een kaart uit 1865 van de gemeente Graauw en Langendam. De titel van de kaart vermeldt Langendijk, maar dit is niet correct.